# Асікаґа Масаудзі
Асікаґа Масаудзі (*足利政氏, 6 лютого 1462  —30 серпня 1531) — 2-й коґа-кубо у 1497—1512 роках, даймьо.

## Життєпис
Походив зі знатного самурайського роду Асікаґа. Старший син Асікаґа Сіґеудзі, коґа-кубо Канто. Народився 1462 року у м. Коґа. Замолоду долучився до боротьби свого за владу над регіоном Канто. 1472 року після поразки залишив Когу, до якої повернувся лише у 1482 році. У 1489 році після зречення батька частково перебрав владу на себе, проте повноцінним коґа-кубо став у 1497 році після смерті батька.
Продовжив політику на створення союзу з канто-канрей Уесуґі Акісада. У 1504 році домігся всиновлення останнім свого брата Акідзане. Того ж року спільно з Акісадою виступив проти коаліції Імагави Удзітіка, Уесуґі Томойосі (з роду Оґіґаяцу-Уесуґі), Ісе Соуна, де Масаудзі й Акісада зазнали поразки.
У 1510 році після загибелі Уесуґі Акісади сприяв отриманню братом Уесуґі Акідзане посади канто-канрей. Невдовзі вимушений був надати допомогу останньому у війні проти Наґао Тамекаґе і Уесуґі Томойосі. Боротьба з перемінним успіхом тривала до 1512 року, коли Асікаґа Масаудзі, не досягши якогось успіху, зрікся влади передавши посаду кога-кубо старшому синові Асікаґа Такамото. Але продовжував впливати на справи до 1520 року. На цей час він фактично перетворився на одного з даймьо. Діяв спільно з родом Яманоуті-Уесуґі. 
У місті 1519 року Кукі звів монастир Кантоїн, куди перебрався після 1520 року. Згодом став ченцем. У 1528 році інший син Асікаґа Йосіакі за підтримки клану Такеда заснував володіння оумі-кубо. Тут Асікаґа Масаудзі помер у 1531 році.

## Меценатство
Був покровителем відомого лікаря Тасіро Санкі, одного з «трьох священних медиків». Був покровителем дзен-буддизму.